# Auguste Périer
Auguste Périer   (Lunèl, 22 de març de 1883 - 26 d'octubre de 1947) fou un clarinetista francès.
El 1900 va ingressar al Conservatori de París on el seu mestre fou Charles Turban i va acabar els seus estudis el 1904 amb un primer premi (Gaston Hamelin obtenint el seu primer premi el mateix dia). Va treballar a l'orquestra de l'"Opéra-Comique" i el 1919 es va convertir en professor al Conservatori de París i va romandre en aquesta posició fins al final de la seva vida. Rafael Masella, François Étienne i Jacques Lancelot foren uns dels seus alumnes més famosos.
Camille Saint-Saëns va dedicar un dels seus últims treballs, la Sonata per a clarinet i piano, a Périer en 1921. Va ser també en aquest Périer va dedicar la peces competència Conservatori escrita's en 1920-1940, com Cantegril de Henri Büsser, Denneriana d'André Bloch, Konzertstück de Raymond Gallois-Montbrun i altres.
Périer té un so clar i un gran virtuosisme. També utilitzava el vibrato, que es pot escoltar en els enregistraments realitzats als anys trenta.